# 妮娜·马尔霍特拉
妮娜·马尔霍特拉（英語：Neena Malhotra，1966年5月13日—），印度外交官，曾任印度駐意大利兼駐聖馬力諾大使等職務。

## 经历
妮娜·马尔霍特拉生于1966年5月13日。她擁有新德里印度農業研究院的博士學位。在加入印度外事服務之前，她通過了全國範圍的農業研究服務考試，入選爲科學家（S1）。她在巴黎天主教大學和索邦大學學習了法語，並在斯特拉斯堡國際人權研究所和紐約新學院完成了短期證書課程。
1992年，马尔霍特拉加入印度外事服务。
她曾領導護照、簽證、電子治理與信息技術、南亞區域合作聯盟以及東南非等部門。除與東非和南部非洲國家的雙邊關係外，她還負責過印度與非洲聯盟、非洲區域經濟共同體、印度-非洲論壇峰會等事務，包括培訓計劃和全非政策事務。在外交部總部，她曾於美洲、BSM（孟加拉、斯里蘭卡、馬爾代夫和緬甸）、東南亞及太平洋和對外宣傳等多個部門工作。她的外派經歷包括在印度常駐教科文組織巴黎代表團和紐約印度總領事館工作。
出任印度駐義大利兼駐聖馬利諾及在羅馬聯合國組織大使之前，馬爾霍特拉任印度外交部印太事務輔秘，負責印太地區、印度洋區域和南部事務部門。2020年9月4日，马尔霍特拉被任命爲下一任印度駐意大利大使。
2024年10月24日，马尔霍特拉被任命爲印度駐瑞典大使。